# Ma'in
Ma'in (altsüdarabisch mʿn, vokalisiert Maʿīn)
war ein Königreich der Minäer im Jemen seit dem 6. Jahrhundert v. Chr.

## Geschichte
Über die Frühgeschichte dieses nordjemenitischen Königreichs ist nichts bekannt. Das Gebiet des späteren Ma'in trat erstmals zur Zeit des sabäischen Mukarribs Karib’il Watar I. auf und bestand damals aus mehreren kleinen Stadtstaaten, die unter starkem sabäischen Einfluss standen. Die aus dieser Zeit stammenden Inschriften aus dem Stadtstaat Haram zeigen aber neben deutlichem sabäischen Einschlag auch minäische Sprachmerkmale. Das Reich Ma'in entstand im 6. Jahrhundert v. Chr., befand sich aber zunächst unter der Vorherrschaft von Saba. Erst um 400 v. Chr. konnten sich die Minäer im Bündnis mit Hadramaut von Saba lösen. Im 4. Jahrhundert wurden Ma'in und Hadramaut von der gleichen Herrscherfamilie regiert, diese enge Verbindung löste sich aber vermutlich in der zweiten Hälfte dieses Jahrhunderts. Hauptstadt des Reiches war zunächst Yathill (heute Baraqisch) und später Qarnawu (das heutige Ma'in). Seine Blütezeit erlebte das Land im 3. Jahrhundert v. Chr., als es seinen Einfluss entlang der Weihrauchstraße durch die Unterwerfung Nadschrans, Asirs und des Hedschas ausweiten konnte. Seit Waqah'il Sadiq I. (Hermann von Wissmann: 360 v. Chr.; Kenneth A. Kitchen: um 190–175 v. Chr.) reichte die minäische Herrschaft bis nach Dedan. Von den weitreichenden Handelsbeziehungen zeugt auch, dass zu dieser Zeit die Präsenz minäischer Händler in der Ägäis bezeugt ist. Mit der Ausdehnung Ma'ins bis ans Rote Meer konnte auch Seehandel betrieben werden. 
Zu Ende des zweiten Jahrhunderts v. Chr. gelangte Ma'in unter die Herrschaft Qatabans, nach dem Zusammenbruch des qatabanischen Großreichs wenige Jahrzehnte später zerfiel das minäische Reich, sein Gebiet war spätestens beim Feldzug des Aelius Gallus 25/24 v. Chr. unter sabäischer Herrschaft.

## Könige
Die Reihenfolge und Datierung der einzelnen minäischen Könige ist höchst unsicher; die folgende Tabelle stellt die Rekonstruktion von Kenneth A. Kitchen dar. Es sei jedoch darauf hingewiesen, dass die Rekonstruktion von Hermann von Wissmann wesentlich abweicht und dennoch als ebenso wahrscheinlich gelten kann.
| Name               | (Gesicherte) Datierung | Anmerkungen                                                 |
| ------------------ | ---------------------- | ----------------------------------------------------------- |
| 'Ammyitha Nabat    |                        | Urheber der ersten bekannten minäischen Königsinschrift     |
| Abyada I.          |                        |                                                             |
| Hufn Sadiq         |                        |                                                             |
| Ilyafa Yafusch     |                        |                                                             |
| Abyada II. Yitha   | um 343 v. Chr.         |                                                             |
| Waqah'il Riyam     |                        |                                                             |
| Hufn               |                        |                                                             |
| Abkarib II. Sadiq  |                        |                                                             |
| Yitha'il Riyam     |                        | Vasallen Sabas                                              |
| Tubba'karib        |                        | Vasallen Sabas                                              |
| Hayu               |                        |                                                             |
| Abyada III. Riyam  |                        |                                                             |
| Ilyafa Yitha       |                        |                                                             |
| Abyada IV.         |                        |                                                             |
| Chalkarib Sadiq    |                        | erbaute den Tempel Rasf in Qarnawu                          |
| Hufn Yitha         |                        |                                                             |
| Ilyafa Riyam       |                        | erster Beleg für Beherrschung der Weihrauchstraße           |
| Haufi'athat        |                        | erster Beleg für Beherrschung der Weihrauchstraße           |
| Ilyafa Waqah       |                        |                                                             |
| Waqah'il Sadiq I.  |                        | Erster König mit Inschriften aus Dedan                      |
| Abkarib III. Yitha |                        | anfangs Mitregent seines Vaters                             |
| Waqah'il Sadiq II. |                        | zeitweise Mitregent seines Vorgängers                       |
| Ilyafa Yaschur     |                        |                                                             |
| Waqah'il Nabat     |                        | Letzter König mit Inschriften aus Dedan                     |
| Hufn Riyam         |                        | Letzter König mit Inschriften aus Dedan                     |
| Yitha'il Sadiq     |                        |                                                             |
| Waqah'il Yitha     | vor 25 v. Chr.         | Vasallen des qatabanischen Königs Schahr Yigal Yuhargib II. |
| Ilyafa Yaschur     | vor 25 v. Chr.         | Vasallen des qatabanischen Königs Schahr Yigal Yuhargib II. |